# Хомонормативност
Хомонормативност е противоречив термин от края на 20 век, с който се означава маркетинговата колективна хомосексуална идентичност. Думата е нововъведение в английския език, съставена по аналогия с думата хетеронормативност и не е наложена в българския език. Публикувани са много малко на брой авторитетни социологически трудове по темата и само на английски език.
Поредица норми на поведение и мислене са наложени на членовете на ЛГБТ-общностите в развитите страни. Нормите на поведение са необходимо условие за приемане, възприемане и оставане в тази общност и са наложени чрез медиите - радио, телевизия, реклама - главно с търговски цели и намерения, подобно на понятието хетеронормативност (когато дадена част от консуматорите има типизирано или предвидимо поведение, по-лесно се поддава на въздействие и реклама).
Хомонормативността като явление намира все по-голямо разпространение с откриването на специализирани преса, радиостанции и телевизионни канали, насочени към ЛГБТ-общността. Същевременно, някои активисти от общността критикуват и се борят срещу явлението и неговата комерсиалност. Те твърдят, че е абсурдно да се налагат норми на поведение и мислене върху хора, които по дефиниция са извън нормата.